# Eutanazijski program T-4
Akcija T4 (njem. Aktion T4) je bilo ime koje se rabilo poslije Drugog svjetskog rata za eutanazijski program u nacionalsocijalističkoj Njemačkoj, koji je službeno trajao od rujna 1939. do kolovoza 1941., ali se neslužbeno nastavljao sve do raspada nacističkog režima 1945. Tijekom programa, liječnici su ubili na tisuće ljudi koje je Hitler naveo u svojim memoarima iz 1939., a koji su bolovali od neizlječivih bolesti.
Iz službenih nacističkih dokumenata, postoji evidencija da je tijekom službenog razdoblja provođena programa ubijeno 70.273 ljudi. Na suđenju u Nürnbergu je otkriven dokaz da su njemački i austrijski liječnici nastavili ubijanje pacijenata nakon 1941., te da je otprilike 275.000 ljudi ubijeno pod programom T4. Novija istraživanja, koja se temelje na istraživanjima iz 1990., upućuju na brojku od barem 200.000 psihičko ili mentalno hendikepiranih ljudi ubijeni lijekovima, izgladnjivanjem, ili plinskim komorama između 1939. i 1945. godine.